# Determinisme
En un primer nivell, s'entén el determinisme com una doctrina filosòfica que defensa que tot succés, incloent-hi el pensament i la conducta humans, la decisió i l'acció, estan fixats, condicionats i establerts per una cadena de causes i conseqüències, sense que l'atzar hi prengui un paper en cap moment. Una formulació alternativa del determinisme és la tesi que de cada instant tan sols se'n pot desenvolupar exactament un possible futur. Sota aquest sentit general, també s'ha aplicat la noció de determinisme a la història, concebent-la com un procés universal.
Prenent aquesta definició laxa de determinisme, totes les doctrines que defensen que existeix un destí ineluctable o la predestinació en l'ésser humà estan englobades en el determinisme. En un sentit més estricte, però, es considera que el determinisme no concerneix l'àmbit humà (tot i que hi pot influir), sinó que és universal, associat a la idea d'una causalitat que regeix l'univers sencer. Aquest fet ha propiciat que, a vegades, s'hagi identificat el determinisme amb el mecanicisme.

## Limitacions humanes al determinisme
La doctrina determinista no és susceptible de prova, com tampoc la doctrina oposada. Per aquest fet, es considera habitualment que el determinisme és una hipòtesi, sigui científica o metafísica. Alguns autors manifesten que la doctrina determinista no pot provar-se únicament a causa del caràcter finit de la ment humana i a la impossibilitat de tenir en compte tots els estats de l'univers. El fragment més famós en aquest sentit és el que es troba en el prefaci de la Théorie analytique des probabilités (1814), de Laplace:
| « | Hem de considerar l'estat present de l'univers com l'efecte del seu estat anterior i com la causa del que ha de seguir. Una intel·ligència que, en un moment donat, conegués totes les forces que actuen en la natura i la situació respectiva dels éssers de què es compon, que fos suficientment vasta per sotmetre aquestes dades a l'anàlisi, podria expressar en la mateixa fórmula els moviments dels majors astres i dels menors àtoms. Res no seria incert per a aquesta, i tant el futur com el passat estarien presents davant dels seus ulls. | » |

## Definició formal
No és correcte, i es presta a nombroses confusions, identificar el determinisme com a doctrina únicament causalista o prediccionista; algunes teories físiques, com ara la mecànica quàntica, que no són considerades deterministes en el sentit en què ho és la mecànica clàssica, continuen sent considerades causalistes, però no deterministes. L'exemple més clar en aquest sentit és el formulat pel principi d'incertesa de Heisenberg. En aquest sentit, cal rebutjar la primera definició presentada de determinisme, i fer una definició formal més rigorosa de sistema determinista.
Suposem que un sistema és determinista quan compleix les condicions següents:
1. El sistema és tancat, és a dir, no admet elements o esdeveniments externs al sistema que alterin les seves condicions o el seu desenvolupament.
2. Tots els elements, esdeveniments i estats del sistema són del mateix tipus ontològic (és a dir, no s'admet considerar alhora estats mentals i esdeveniments físics, per exemple).
3. Inclou seqüències temporals, de manera que es mantinguin les relacions funcionals entre els seus elements.
4. El sistema té un conjunt de condicions inicials, no necessàriament determinat.

Cal notar que no es demana la propietat de ser predictible, és a dir, que se'n pugui predir qualsevol estat del sistema un cop conegudes les condicions inicials, els elements i les lleis de dependència funcional. Encara que alguns autors associïn directament determinisme amb predictibilitat, existeixen sistemes no deterministes dels quals se'n poden predir estadísticament els seus estats.

## Tipus de determinisme

### Determinisme físic
Afirma que el motor causal dels actes humans són les lleis de la natura. És a dir, com que tot l'univers (entès com a cosmos) està sotmès a les lleis físiques del moviment interplanetari, tot el que se'n deriva d'aquest (per exemple, la formació de la Terra, els éssers vius, i els actes d'aquests) ve condicionat també per qualsevol llei fisicoquímica, inscrita en la natura. Podríem pensar, per tant, que qualsevol acte queda reduït a una conseqüència matemàtica, sigui el que sigui.
Per aquesta raó, aquesta concepció explica un món mecanicista: qualsevol realitat s'ha d'entendre com el conjunt d'una màquina. Tot segueix un patró fix, del qual se'n deriven conseqüències també fixes.
Un dels defensors d'aquesta teoria va ser el físic i matemàtic francès Pierre Simon de Laplace. Els èxits que va assolir en astronomia aplicant les lleis de la mecànica newtoniana el van conduir a afirmar que, si coneguéssim l'estat actual de tota la matèria i les lleis que la regulen, coneixeríem el passat i el futur de tot l'univers.

### Determinisme genètic
Segons el determinisme genètic, el comportament d'un ésser està determinat pel codi genètic que el defineix. És a dir, apart de determinar el color dels nostres ulls, els gens caracteritzen també el caràcter, i en conseqüència, la nostra manera de ser i d'actuar. Per sostenir la hipòtesi, defensen el que anomenen el gen egoista. El gen egoista, o de la supervivència, actua bastant semblantment a un instint animal: davant del perill, o d'una situació concreta, activarà un mecanisme de defensa que el portarà a dur a terme una acció. El que volen dir, per tant, és que el comportament ve determinat pels nostres gens.
Aquesta hipòtesi va veure la llum gràcies a Richard Dawkins, zoòleg i etòleg de gran prestigi. Segons ell, no som més que una màquina programada amb el llenguatge dels nostres gens.

### Determinisme ambiental
Segons el determinisme ambiental, els nostres actes venen determinats pels factors ambientals. Per exemple, d'una manera molt reduïda, en veure un cotxe que es dirigeix cap a nosaltres a tota velocitat, no ens apartem perquè la nostra ment decideix apartar-se, sinó pel fet que la situació ens hi obliga. Per tant, els nostres actes són d'alguna manera manifestacions del subconscient, induït per la pressió "ambiental" de cada moment.
Un dels factors que més ha estat estudiat en aquest camp és l'educació. Dintre dels factors ambientals, existeixen diversos "ambients": el social, el cultural, el familiar... i el de l'educació. Per a aquests deterministes, l'educació rebuda és decisiva en els nostres actes. Per això, tot i que no posseïm llibertat sobre els nostres actes, podem controlar-los mínimament, ja que si aquests venen influïts en gran part per l'educació rebuda, l'únic que cal fer és modificar-la.
Ellen Churchill Semple va ser una de les principals defensores d'aquesta teoria. Geògrafa americana de gran prestigi, va portar aquestes idees a l'extrem, però no tant des d'un vessant ambiental-social sinó més aviat des d'un punt de vista ambiental-geogràfic (condicions climàtiques, cultura...).

### Determinisme econòmic
Per als qui mantenen aquesta posició, no són els factors ambientals en si els que influeixen la conducta, sinó els factors econòmics, entenent com a tals les formes de producció, el sistema de vida, l'organització productiva, el tipus i l'estat de l'economia... Per tant, si abans comentàvem que la pressió social ens indueix a realitzar certs actes, per als deterministes econòmics cada acció ve influïda per la situació econòmica del moment. Per exemple, la delinqüència és fruit de les circumstàncies econòmiques en els quals viu el delinqüent.
Un dels principals artífexs d'aquesta teoria és Karl Marx. Marx, juntament amb Engels, afirma en el seu manifest que l'economia, motor de la societat, és la que mou el poble i els seus actes.

### Determinisme teològic
Defensa l'existència de quelcom superior a l'ésser humà i que en determina les accions, Déu. Segons els deterministes teològics, Déu, totpoderós i creador de totes les coses, coneix perfectament tot el que passarà, ja que en el fons ho ha determinat ell (per això és totpoderós).
Per tant, defensen l'existència d'un fat o destí (tal com afirmen els estoics), ja que tot el que passarà està escrit i determinat per Déu. Per això, l'únic que pot fer l'ésser humà és adaptar-se tan bé com pugui en el paper que li ha tocat representar.
Per als teòlegs reformistes, encapçalats per Martí Luter, no existeix la voluntat humana, ja que aquesta queda anul·lada per la divina.

## Repercussions filosòfiques
El determinisme ha estat molt combatut per diversos filòsofs: Kant l'acceptava en relació al món dels fenòmens, però el rebutjava en l'àmbit de la llibertat humana. També Fichte reflexionà al respecte, afirmant que si es preferia la llibertat al determinisme, calia optar per l'idealisme i no pel materialisme. La major part dels pensadors existencialistes s'han oposat al determinisme, en considerar que, des d'un punt de vista ètic i antropològic, aquesta concepció s'oposava al lliure albir de la persona per a decidir; aquesta necessitat de poder escollir és necessària, per als existencialistes, com a condició perquè existeixi l'ésser humà, i per això no li pot ser negada.
La major part d'obres sobre filosofia de la ciència intenten discutir sobre les diferents formes de determinisme, i les seves repercussions en la concepció de l'univers i de l'ésser humà.